# Историко-культурный комплекс Пловер

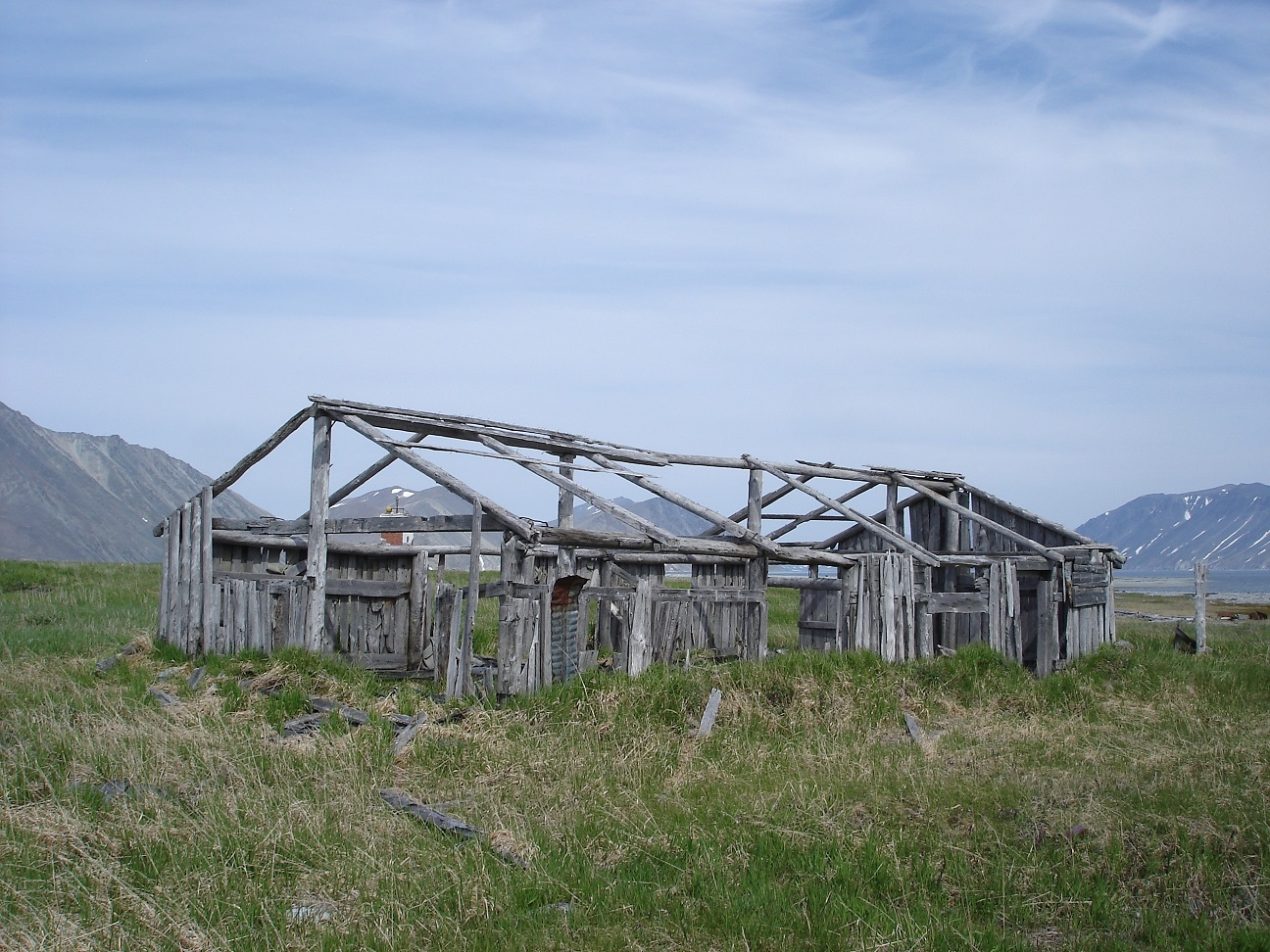

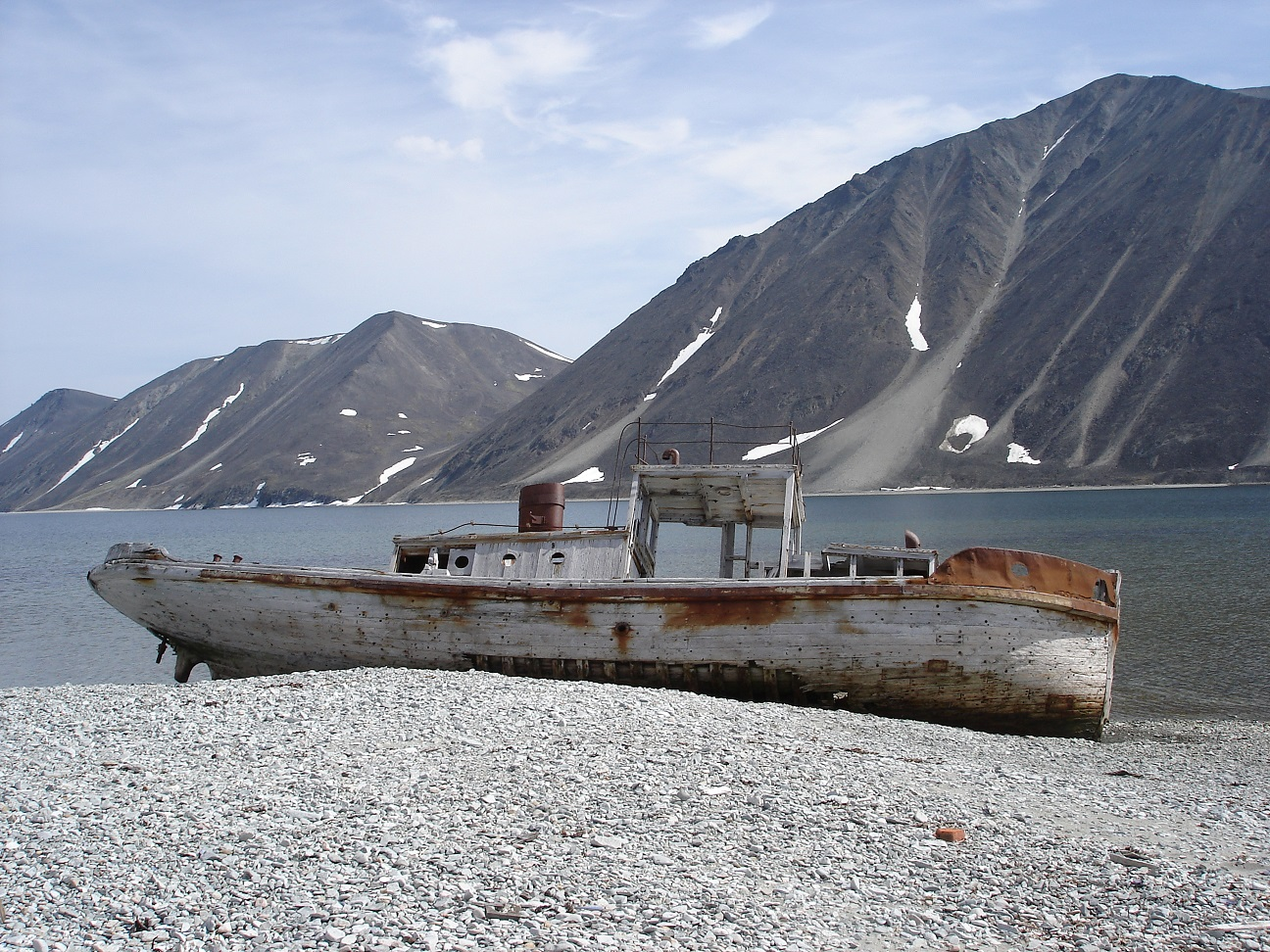

Историко-культурный комплекс Пловер находится на восточном берегу бухты Провидения. Назван по имени зимовавшего в ней английского корабля «Пловер».

## История
В 1848—1849 годах в бухте перезимовал британский корабль «Пловер» под командованием капитана Томаса Мура. Выйдя из Плимута в январе 1848 года корабль крейсировал по Берингову морю в поисках потерянной экспедиции Франклина. 17 октября 1848 года судно Мура бросило свой якорь в безопасной гавани. В честь первой успешной зимовки в районе Берингова моря он дал название бухте — Провидение (Провидения).
В 1920—30 годах в бухту Пловер на летний охотничий сезон переезжали некоторые эскимосские семьи из Авана и Урэлика. С 1936 году с открытием Пловерской морзверобойной станции, на восточной, маленькой косе Аслик начал строиться новый поселок Пловер, в котором проживало до 150 жителей Авана, Урэлика и отдельные семьи из Унгазика, Кивака, Сиреников. 
В 1958 году после обвала каменной осыпи, вызвавшего большие разрушения и человеческие жертвы, поселок Пловер был закрыт.